# 麥克阿瑟足球會
麥克阿瑟足球會（英語：Macarthur FC）是一家澳洲的職業足球會，位於新南威爾士州。從2020年起，球隊會於澳洲國內最高級的澳洲職業足球聯賽中角逐。

## 歷史
球會的起源是由是源於2018年聯賽擴展中，由兩個不同標書組合而成，他們分別是麥克阿瑟 (Macarthur) 和西南悉尼足球會 (South West Sydney FC)。 兩家投資人最後在2018年8月20日合併，組成麥克阿瑟西南聯足球會。及後，球會被澳大利亞足球協會選中參與2020–21年澳洲職業足球聯賽。
2020年12月30日，俱乐部在澳洲職業足球聯賽首次出赛，在客场对阵西悉尼流浪者队时取得了1-0的胜利。

## 球隊顏色
球會會徽設計是一隻黑色和赭色的公牛，配以黑色內框和赭色的外框，底部附有三顆星。

## 球場

### 位置
| 位置                   | 球場         | 容量   | 年份      |
| ---------------------- | ------------ | ------ | --------- |
| 新南威爾士州，金寶鎮市 | 金寶鎮體育場 | 20,000 | 2020–現在 |

## 球員名單（2025-26年）
1. 以下球員名單更新於2025年8月19日
2. 球員編號參照麥克阿瑟官方網站
3. 國籍圖標根據國際足協的參賽資格定義，但球員可能會持有多於一個非國際足協定義的國籍
4. 粗體字為新加盟球員

| 號碼     | 國籍     | 球員名        | 出生日期      | 前屬球會 | 加盟年份 |
| 守 門 員 | 守 門 員 | 守 門 員      | 守 門 員      | 守 門 員 | 守 門 員 |
| -------- | -------- | ------------- | ------------- | -------- | -------- |
| 12       | 波兰     | 菲利普·庫爾特 | 1991年6月14日 | 西部聯   | 2021年   |

## 外部連結
- Official website （页面存档备份，存于）